# 井上直久
井上直久（1948年—）為日本大阪府出身的畫家、插畫家。

## 概要
井上直久就讀於石川縣金澤美術工藝大學產業美術系，畢業後曾在一間廣告代理商工作2年，之後開始在大阪府立春日丘高等學校擔任美術講師至1992年為止。
當時在春日丘高等學校從事講師的期間；井上直久以家鄉茨木市一帶景色為範本、套用了各種幻想元素繪製出多數作品，並在1980年將此一系列的異想世界畫作發表命名為《依巴拉度》。
1994年井上直久開始將自創的依巴拉度畫作舉辦展覽，當時展出的內容被正在製作動畫《心之谷》的宮崎駿所看中，而邀請井上直久協助將依巴拉度的奇幻場景套用在《心之谷》上。
參與《心之谷》的製作後，2001年井上直久繪製了宮崎駿創建的吉卜力美術館場內壁畫，並在2005年與宮崎駿再度合作；將之前構思的故事《買下星星的日子》改編成短篇動畫，並在2007年三度和吉卜力工作室合作、以導演身份執導出描寫依巴拉度世界的影片《依巴拉度時間》。
從春日丘高等學校退職10年後，井上直久曾於2002年至2007年期間在滋賀縣成安造形大学再度教書授業，現今則為自由職業畫家。

## 作品

### 依巴拉度系列
畫冊
- 《依巴拉度》：1981年發行。
- 《依巴拉度博物誌》：1984年發行。
- 《天空之庭 群星之海 依巴拉度博物誌第二集》：1997年發行。
- 《日之國的岸邊 依巴拉度博物誌第三集》：1999年發行。
- 《您所匯集的世界》：2001年發行。
- 《在此條街上─依巴拉度博物誌第四集》：2003年發行。
- 《流水奔騰的丘陵─依巴拉度博物誌第五集》：2008年發行。

繪本
- 《依巴拉度之旅》：1983年發行；第4屆講談社繪本新人獎。
- 《買下星星的日子》：2006年發行。

漫畫
- 《依巴拉度物語》：1985年發行。

影片
- 《依巴拉度時間》：2007年個人執導作品。

### 參與製作動畫
- 《心之谷》：1995年；背景美術協助。
- 《買下星星的日子》：2005年；原作提供、美術協助。

### 教材
- 國中美術教科書《飛行艇之木》作品解說、2004年執筆。
- 國中國語教科書章節《描繪出無法用言語表達的事物》、2005年執筆。

### 其它
- 國中國語1─3年級教科書封面製作：2001年繪製。
- 吉卜力美術館壁畫製作：2001年繪製。

## 展覽
- 井上直久／依巴拉度博物誌展：1994、95、96、97年
- 井上直久西洋畫展：1994年
- 依巴拉度／誕生出天空之城的街道：1997年
- 依巴拉度世界／井上直久展：1998年
- 依巴拉度旅記‧井上直久展：1998年、2001年
- 井上直久／依巴拉度記念品陶雕展：2000年
- INOUE Naohisa／Le Monde d' Iblard：2000年
- NAOHISA INOUE Recent works：2003年

## 外部連結
- 依巴拉度/井上直久的世界（页面存档备份，存于）
- 井上直久的X（前Twitter）
- 井上直久的Facebook專頁